# Louis Licherie
Louis Licherie, parfois connu comme Licherie de Beurie, né à Dreux en 1642 et mort à Paris 3 décembre 1687, est un peintre français du XVIIe siècle.

## Biographie

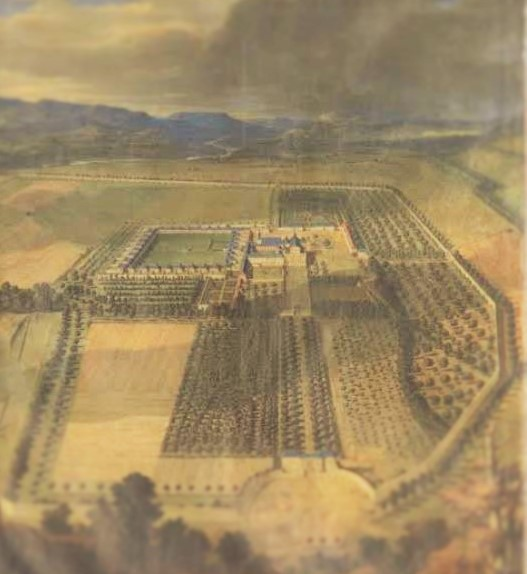
Chartreuse d'Aubevoye d'après Louis Licherie

Né à Dreux, il fut l'élève de Louis Boullogne l'Aîné. En 1666, il est engagé dans l'équipe de Charles Le Brun, premier peintre du roi, responsable de tous les grands décors du règne de Louis XIV. Un an plus tard, en 1667, il est nommé directeur de l’école de dessin de la Manufacture des Gobelins, dirigée par Le Brun. Il occupe cette fonction jusqu'en 1670. Il est reçu à l'académie royale de peinture et de sculpture le 18 mars 1679 avec pour morceau de réception un tableau représentant Abigaïl apportant des présents au roi David, conservé à l'école nationale supérieure des beaux-arts (institution qui a hérité de l'Académie royale de peinture et de sculpture). En 1681, il est nommé professeur adjoint à l'Académie.
Il réalisa notamment beaucoup de tableaux pour des institutions religieuses, par exemple pour Saint-Germain l'Auxerrois à Paris ou pour la Chartreuse de Bourgfontaine.

## Œuvre
Sa carrière et ses œuvres restent mal connues, même si le catalogue de ses tableaux et de ses dessins ne cesse de s'étoffer grâce aux recherches récentes.
Le musée du Louvre, les musées des beaux-arts de Nantes, Rouen, Cherbourg, le musée Magnin de Dijon et l'église Saint-Étienne-du-Mont de Paris ou bien encore la Correrie de Saint-Pierre-de-Chartreuse, conservent des œuvres de sa main. Louis Licherie fut également graveur.
- Abigaïl apportant des présents au roi David, huile sur toile, 140 × 215 cm, Paris, École nationale supérieure des beaux-arts[3].
- Sainte Famille: le Repos pendant la fuite en Égypte, pierre noire, sanguine, lavis de sanguine et d'encre de Chine, craie sur papier beige. H. 0,254 ; L. 0,359 m[4]. Paris, Beaux-arts de Paris[5].
- L'Adoration des Mages[6], pierre noire, plume et lavis d'encre de Chine, traits incisés sur papier gris. H. 0,490 ; L. 0,350 m. Paris, Beaux-arts de Paris. Ce dessin correspond certainement à une étape dans la conception du tableau, illustrant le même sujet, de l'église Saint-Jacques de Houdan, qui connut des modifications dans sa version finale[7].
- Harpage remettant Cyrus enfant au bouvier Mitradatès, pierre noire sur papier beige. H. 0,360 ; L. 0,277 m[8]. Paris, Beaux-Arts de Paris. Cette feuille est un dessin-contrat datant du 27 juillet 1671, passé entre l'artiste et "Monsieur Jacques" secrétaire du Roi. Il correspond à une composition peinte de l'artiste malheureusement détruite. Le sujet est tiré des Histoires d'Hérodote et illustre de manière sommaire la funeste mission d'Harpage qui doit faire périr l'héritier du roi des Mèdes, sur les ordres de ce dernier. Les attitudes implorantes et désespérées des femmes, le geste impérieux d'Harpage rappellent l'art de Charles Le Brun[9].
- Saint Bruno apparaissant au comte Roger, pierre noire et craie sur papier beige, H 0,434 m x L 0,558 m, Paris, Beaux-Arts de Paris. Entre 1681 et 1687 Louis Licherie est chargé d’illustrer la vie de saint Bruno pour la chartreuse de Bourgfontaine. Les toiles ont aujourd’hui disparu ; seuls subsistent 26 dessins préparatoires conservés aux Beaux-Arts de Paris. Ici, le dessin présente une étude du personnage de Roger Ier de Hauteville, comte de Sicile et de Calabre, à qui saint Bruno (qui n'est pas représenté sur le dessin) révèle la trahison d'un de ses officiers[10] .
- Adoration des bergers (recto)/ Étude de figures (verso), pierre noire et rehauts de craie blanche sur papier vergé, 25 x 35,2 cm, Orléans, musée des Beaux-Arts[11].